# Звериха (приток Яхромы)
Звериха — река в России, протекает по Кашинскому району Тверской области. Устье реки находится в 3,2 км по правому берегу реки Яхрома. Длина реки составляет 11 км.
На берегу реки стоят деревни Глебово, Чагино, Итьково, Старово, Гоготово, Бухвостово, Герасимово, Льгово и Дудино у устья Булатовского сельского поселения.

## Данные водного реестра
По данным государственного водного реестра России относится к Верхневолжскому бассейновому округу, водохозяйственный участок реки — Волга от Иваньковского гидроузла до Угличского гидроузла (Угличское водохранилище), речной подбассейн реки — бассейны притоков (Верхней) Волги до Рыбинского водохранилища. Речной бассейн реки — (Верхняя) Волга до Куйбышевского водохранилища (без бассейна Оки).
Код объекта в государственном водном реестре — 08010100812110000003950.